# كاستيلجالي
بلدية كاستيلغالي (بالكاتالانية: Castellgalí) هي إحدى بلديات مقاطعة برشلونة، والتي تقع في منطقة كاتالونيا، شرق إسبانيا.
يبلغ عدد سكانها 1.611 نسمة وفقاً لإحصائية سنة (2007).